# Lekmannen
Lekmannen är en roman av Fabian Kastner, utgiven 2013 på Albert Bonniers Förlag. Romanen är baserad på den tyske domaren och mentalpatienten Daniel Paul Schrebers (1842-1911) instängda liv och psykotiska tankevärld.

## Handling
Boken skildrar berättarens enformiga och tröstlösa tillvaro på olika sinnessjukhus. Dag efter dag skriver han brev till ”herrar styrelseledamöter”. Om det är sjukhusstyrelsen eller den gudomliga Styrelsen förblir oklart. Han skriver för att förklara det olyckliga missförstånd som har uppstått. Han är inte galen. Men han är offer för en konspiration med syfte att göra honom galen. Till en början tycks det vara den mystiske doktor Rotter och hans kumpaner vårdarna som håller i trådarna. Men konspirationen förgrenar sig och innefattar snart både solen, fåglarna och Gud, som han genom ett kosmiskt nervsystem står i direktförbindelse med. Han drabbas av hemska sjukdomar, dör och uppstår som ett levande lik. Han utsätts för mirakel av hetta och köld. Han lever i olika tider och på olika planeter, brottas med vita björnar och dras ner i svarta katakomber. På stjärnhimlen utspelar sig astrala strider som till slut utplånar hela mänskligheten. Människorna runt omkring honom är bara ”flyktigt improviserade” vålnader. Medan åren går växer hans brev ut till en hel kosmologi, en världsåskådning där han själv står i absolut centrum. Den lärde lekmannen har svar på allt från livets uppkomst till nervernas liv efter döden. Den enda fråga som fortsätter att gäcka honom är varför han långsamt håller på att förvandlas till kvinna.

## Mottagande
"'Lekmannen' är helt enkelt skrämmande bra", skrev Niklas Qvarnström i Sydsvenska Dagbladet. "Resultatet är så enastående och romanen så formfulländad att jag måste nypa mig i armen. Är det möjligt? Jag vet inte om jag är ensam om att ha myntat det metodologiska begreppet psykotisk realism, men 'Lekmannen' skulle kunna vara det perfekta exemplet på denna krävande berättarteknik (som jag gärna föreslår att Maurice Blanchot, Ernesto Sabato, Robert Walser och Dostojevskij använder sig av, medan till exempel infernokrisens Strindberg snarare är sig själv)."
I Dagens Nyheter sammanfattade Jonas Thente boken som "en sorgligt vacker hyllning till den märkliga mänskliga förmågan att skapa sammanhang och berättelser. Och till förmågan att härda ut."